# Liceu Literário Português

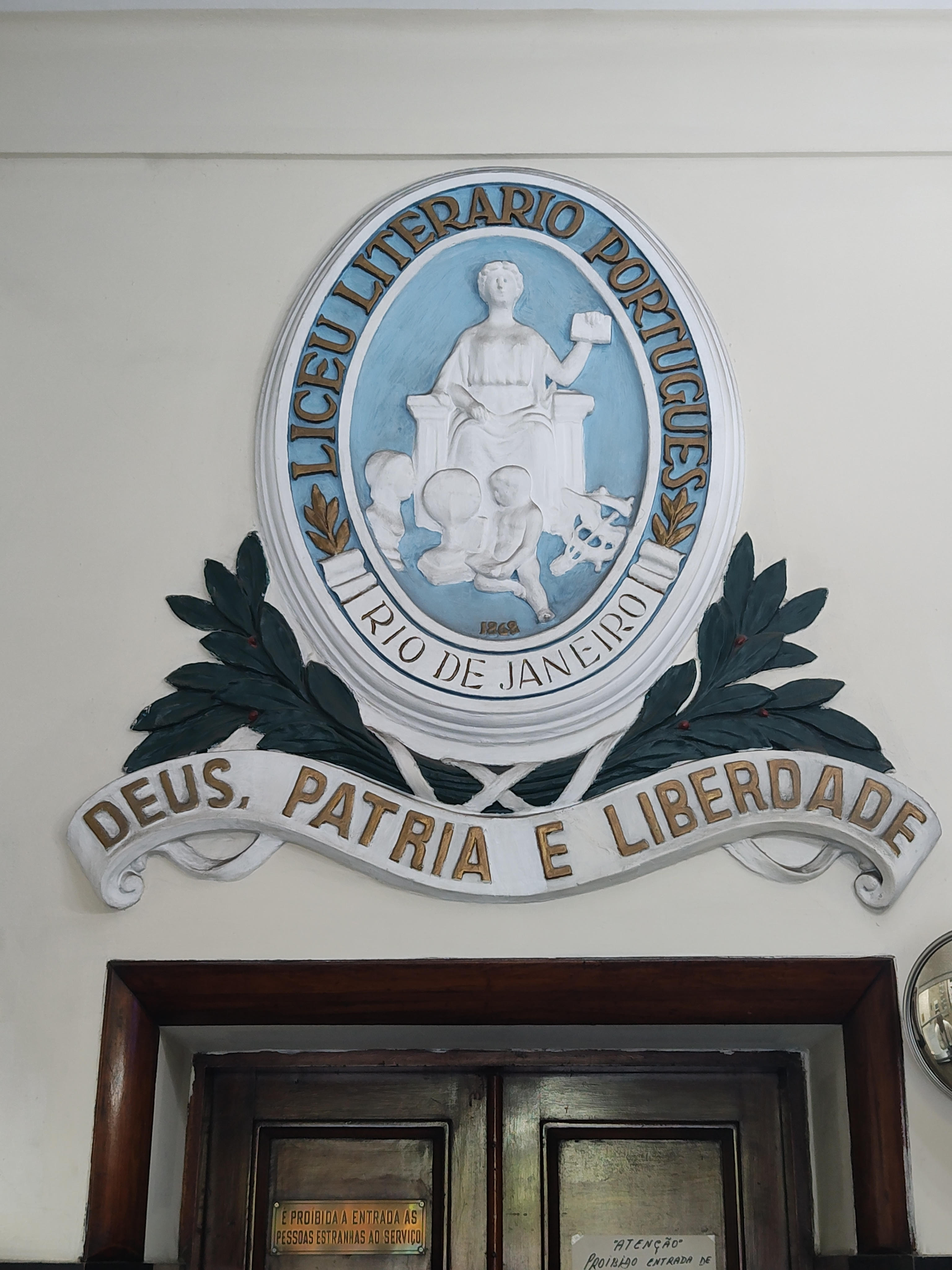
Brazão no final do corredor da entrada do prédio

O Liceu Literário Português é uma histórica instituição de ensino  filantrópica, sem fins lucrativos, fundada em 1868 por imigrantes portugueses no Rio de Janeiro, no Brasil. Sua sede localiza-se atualmente na rua Senador Dantas, em frente ao Largo da Carioca, no centro da cidade. O seu lema é "Deus, Pátria e Liberdade".

## História

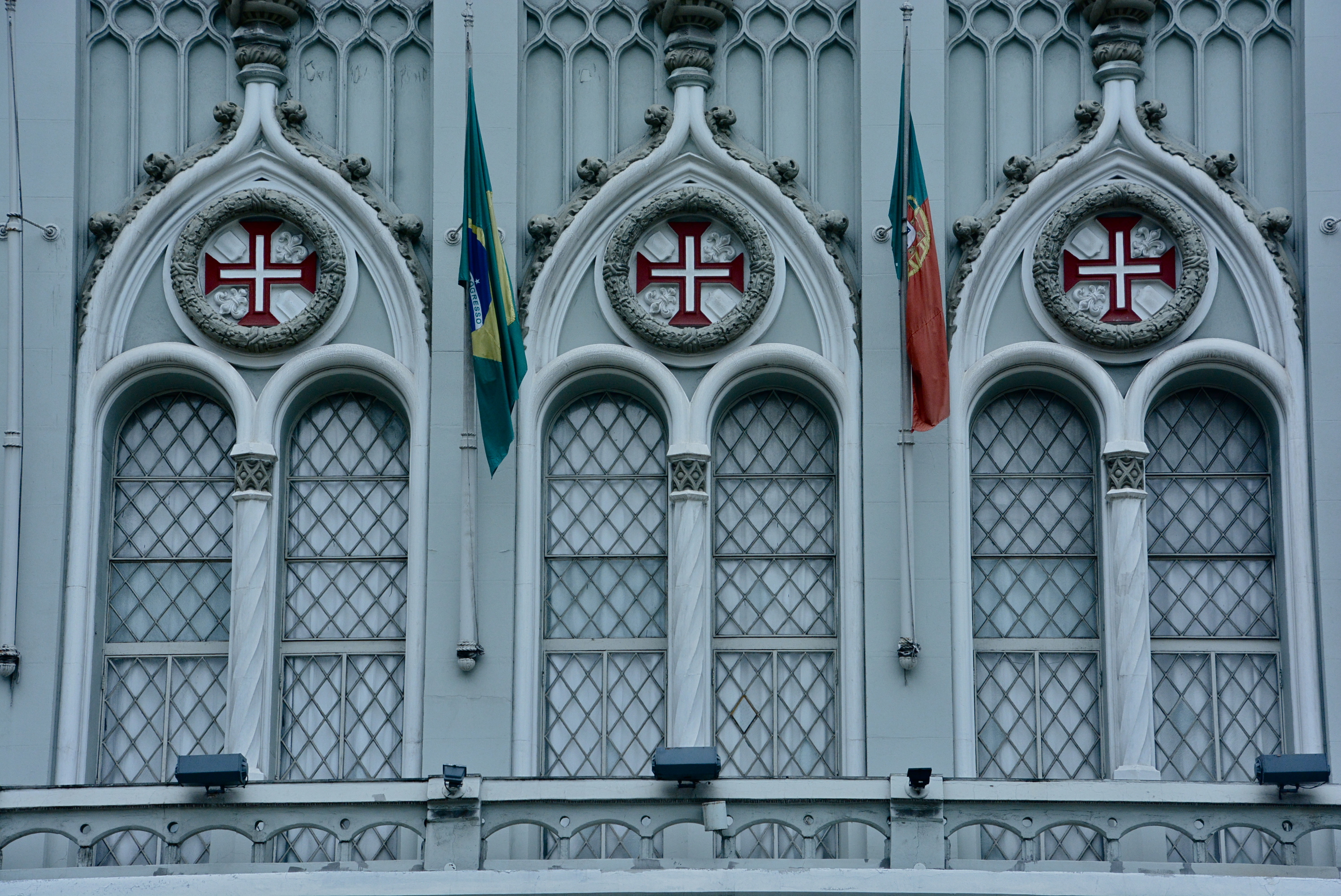
Detalhe dos janelões neomanuelinos da fachada

A história do Liceu está relacionada ao Retiro Literário Português, uma sociedade literária fundada em 1859 no Rio de Janeiro, cujos membros se reuniam periodicamente para ouvir conferências e ler. A 10 de setembro de 1868, um grupo de 28 sócios dissidentes do Retiro, reunidos na rua da Saúde, resolveu desligar-se da associação anterior e fundar uma nova: o Liceu Literário Português. À frente do grupo estavam Manuel de Faria e José João Martins de Pinho, futuro Conde de Alto Mearim. Inicialmente, o Liceu era uma sociedade literária semelhante ao Retiro até que, em 1869, por sugestão do sócio Francisco Baptista Marques Pinheiro, o Liceu passou a ser uma escola de ensino noturno para portugueses e brasileiros. O objetivo da instituição era, assim, difundir a cultura e oferecer oportunidades de ensino, especialmente para os jovens imigrantes portugueses da cidade, que em geral chegavam com pouca instrução ao país, assim como brasileiros. No seu primeiro ano de funcionamento, o Liceu atendeu gratuitamente 94 alunos num edifício da rua dos Ourives.

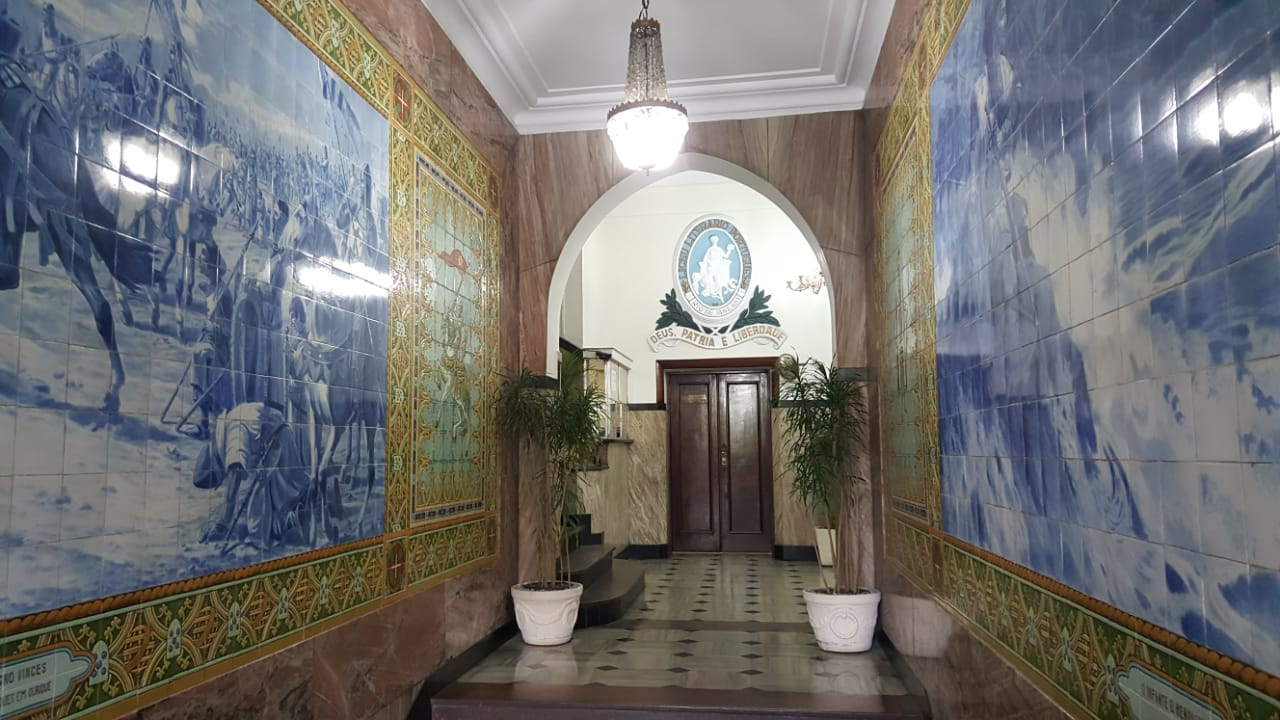
Entrada decorada com azulejos de Jorge Colaço.

O Liceu funcionou sucessivamente em vários locais na rua da Carioca, rua dos Ourives e rua Sete de Setembro. Em 1883, foi adquirido um edifício na rua da Saúde (atualmente Travessa do Liceu), no Largo da Prainha, atual Praça Mauá. O palacete histórico havia pertencido a Felipe Nery de Carvalho e ali havia funcionado a Academia de Marinha. À inauguração da nova sede, ocorrida a 11 de junho de 1884, assistiram vários ministros e personalidades, inclusive o próprio Imperador D. Pedro II. As instalações de iluminação a gás permitiram que fossem oferecidos cursos noturnos, uma novidade à época no Rio de Janeiro. Na sede da rua da Saúde foram ministrados, durante 20 anos, cursos noturnos gratuitos de ensino de 1º e 2º graus, além de cursos livres de astronomia e arte náutica. O próprio Imperador frequentou algumas destas aulas.
Para expandir suas atividades, o edifício da rua da Saúde foi vendido em 1912 e o Liceu, sob a presidência de Faustino de Sá e Gama, se mudou para uma nova sede, localizada na rua Senador Dantas, no Largo da Carioca. Este sofreu um incêndio em 1932, o que levou o presidente do Liceu, comendador José Raínho da Silva Carneiro, a impulsar a edificação da atual sede, um edifício de nove andares em estilo neomanuelino, com projeto do arquiteto Raul Pena Firme. A inauguração ocorreu a 10 de setembro de 1938.
O hall de entrada do edifício está decorado com grandes painéis de azulejos do artista português Jorge Colaço. Um painel representa o rei D. Afonso Henriques e o Milagre de Ourique, e o outro representa o Infante D. Henrique. Também há representações de navegantes e guerreiros medievais mouros e portugueses. Um painel contém a assinatura do artista e a legenda "Lisboa, 30-7-1937".
Em 13 de dezembro de 2007 foi inaugurado o edifício do Centro Cultural, na Rua Pereira da Silva, 322, nas Laranjeiras, onde passa a funcionar o Instituto de Língua Portuguesa.

## Atividades

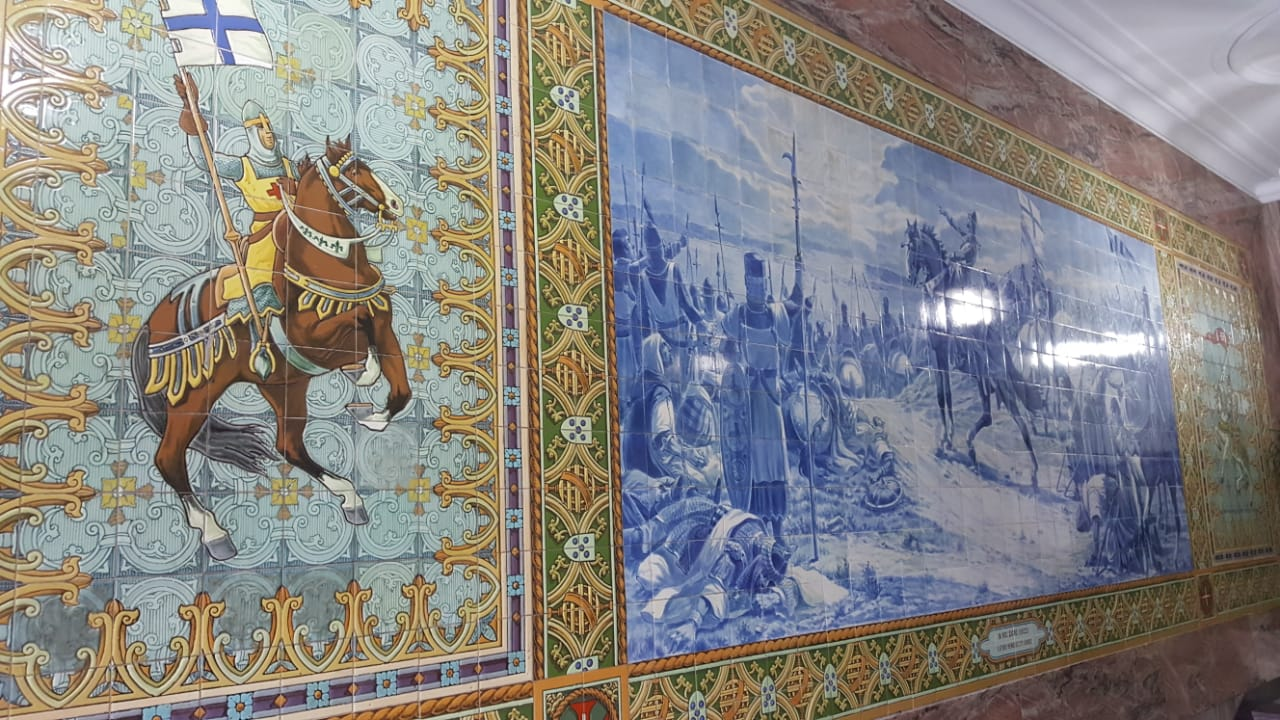
Azulejos de Jorge Colaço no hall de entrada do Liceu.

O Liceu Literário Português é uma entidade filantrópica, sem fins de lucro, cujo objetivo é promover o ensino da língua portuguesa através de cursos, seminários, palestras, edição de livros e outras atividades. Também incentiva o intercâmbio de acadêmicos da lusofonia e mantém cursos de pós-graduação em temas relacionados à língua.
O Centro de Estudos Luso-Brasileiros, mantido pelo Liceu, possui as seguintes unidades:
- Instituto de Língua Portuguesa
- Instituto Luso-Brasileiro de História
- Instituto de Estudos Portugueses Afrânio Peixoto
- Instituto Luso-Brasileiro de Folclore

Além disso, o Liceu edita a revista semestral Confluência, dedicada a estudos linguísticos, particularmente da língua portuguesa. A revista é hoje dirigida por Evanildo Bechara e Ricardo Cavaliere.